# Christophe Dufour
Christophe Dufour, né le 3 décembre 1947 à Armentières dans le Nord, est un évêque catholique français, archevêque d'Aix et Arles de 2010 à 2022.

## Biographie

### Formation
Christophe Dufour a suivi ses études supérieures de théologie au séminaire universitaire de Lille de 1966 à 1970 avant de les poursuivre de 1972 à 1974 au séminaire de l’Institut catholique de Paris où il a obtenu une maîtrise en théologie.
Il est ordonné prêtre le 9 novembre 1975 pour le diocèse de Lille.

## Principaux ministères
Après son ordination diaconale, il est nommé aumônier de l’enseignement public au collège Gaspard Malo et au lycée Auguste Angellier à Dunkerque, charge qu’il exerce entre 1974 et 1981.
Il est par la suite nommé aumônier général adjoint des Scouts de France en 1985 et le reste jusqu’en 1993.
Nommé vicaire épiscopal du diocèse de Lille en 1994, il cumule cette fonction à partir de 1995 avec celle de curé de la paroisse Saint-Sauveur de Lille.
Nommé évêque de Limoges le 24 octobre 2000, il reçoit la consécration épiscopale le 7 janvier 2001 des mains de son ancien évêque Gérard Defois assisté de Jean Vilnet, prédécesseur de ce dernier à Lille, et de l’évêque émérite de Limoges, Léon Soulier.
Le 20 mai 2008 il est nommé évêque coadjuteur d'Aix et Arles et prend la tête de l'archiépiscopat d'Aix, succédant à Claude Feidt le 29 mars 2010.
Au sein de la Conférence des évêques de France, il a présidé la commission pour la catéchèse et le catéchuménat de 2008 à 2011 .
Il a également été membre de la Commission de la Mission de France.
Depuis 2011, il est membre de la Commission épiscopale pour la liturgie et la pastorale sacramentelle.
Le 5 juillet 2022, le pape François accepte sa démission de son poste d'archevêque pour raison d'âge.

## Prises de position

### Catéchèse
Comme président de la commission de la catéchèse et du catéchuménat, il marque le virage pris par la catéchèse en France : « Il s'agit désormais de proposer la foi, c'est-à-dire non plus seulement de l'entretenir, mais de la faire naître. »[réf. obsolète].
En novembre 2007, il organise un grand rassemblement à Lourdes, regroupant 7000 responsables venus de tous les diocèses français pour prendre conscience des enjeux de la cette nouvelle catéchèse et des nouvelles modalités qu'elle nécessite[réf. obsolète].

### Roms
En août 2010, alors que le président français Nicolas Sarkozy décide une expulsion massive de Roms vers la Roumanie, Christophe Dufour prend publiquement position contre cette politique, qui conduit notamment au démantèlement du camp d'Aix, en disant notamment : « Il s'agit de citoyens européens, il doit y avoir possibilité de leur permettre de travailler. Ils sont prêts à faire des travaux que le Français de souche ne veut pas faire. Il faut scolariser les enfants et Bernard Robin avec le Secours catholique projetait cette alphabétisation. Il faut travailler à leur intégration, tenir compte de ces familles qui sont là depuis 8 ans. ».

## Devise épiscopale
« Que tous soient un »